# Разделение Католической и Православной церквей

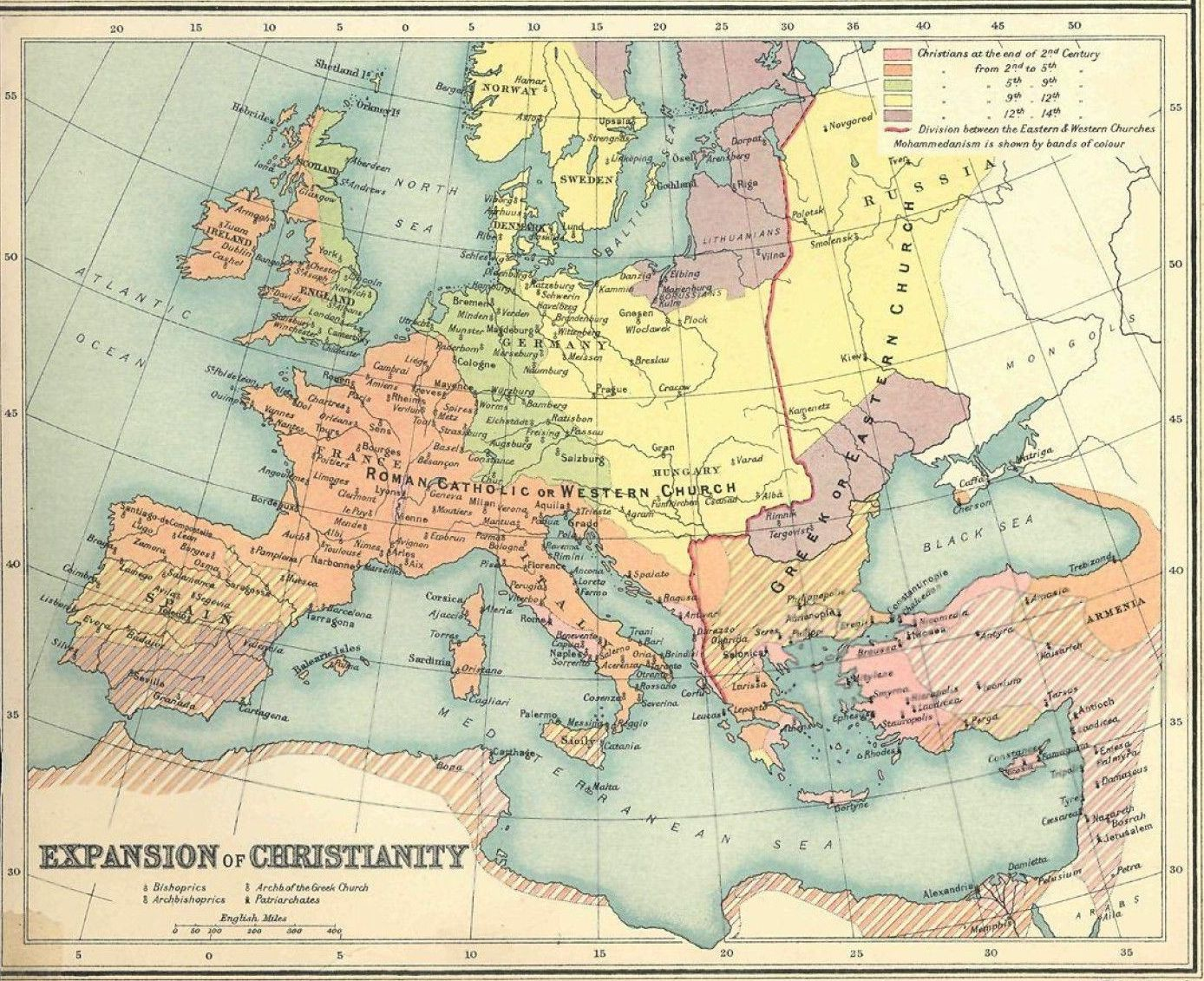
Разделение между западной и восточными церквями, карта экспансии христианства, Атлас исторической географии Святой Земли, Лондон, 1915

Разделение Церкви на Католическую и Православную Церковь, также Великое разделение, Великий раскол и Великая схи́зма — церковный раскол, прекращение евхаристического общения между Римской и Константинопольской церквами в 1054 году, после чего произошло окончательное обособление Римско-католической церкви и православных церквей.
Христианство на греческом востоке и латинском западе Римской империи развивалось раздельно уже с V века: к существовавшим различиям языков и культур добавлялись постепенно накапливавшиеся особенности богословия, богослужения, каноники, церковного строя. Между Римом и Константинополем несколько раз происходили разрывы в церковном общении. Разрыв, который произошёл в начале XI века, не прекращался несколько десятилетий. Причины обострения церковных отношений Востока и Запада в середине XI века не были экстраординарными, однако они привели к окончательному разделению церквей. Одним из предтеч будущего окончательного раскола Церкви явилась «Фотиева схизма» 860-х годов.
В середине XI века началось нормандское завоевание Южной Италии, которое угрожало Риму и южноиталийским владениям Византии и побуждало Рим к заключению с Византией союза. В то же время Южная Италия являлась предметом спора Римской и Константинопольской церковных юрисдикций: Римской церковью учреждались кафедры латинских епископов на территории, которую населяли греки; также этой церковью предпринимались попытки замены греческого богослужение на латинское. Патриарх Константинопольский Михаил Кирулларий начинает вести полемику против латинского богослужения. Около 1053 года он поручает архиепископу Охридскому Льву направить западным епископам и папе Римскому послания с призывом отказаться от употребления в евхаристии неквашеного хлеба. Встречные обвинения от имени папы Римского Льва IX составил кардинал Гумберт, обосновавший права Римской церкви при помощи подложного «Константинова дара». В ответ патриарх Михаил Кирулларий распоряжается закрыть в Константинополе латинские храмы и вводит запрет богослужения по латинскому обряду. Когда византийский император Константин IX Мономах предлагает Риму заключить военный союз, патриарх Михаил, подчиняясь императору, обращается к папе Римскому с предложением восстановить общение. В начале 1054 году в Константинополь прибывают папские легаты, возглавляемые с Гумбертом. Патриарх отказывается встретиться с легатами, считая их личными врагами. В ходе полемики Гумберт поднимает, в частности, догматический вопрос о филиокве. Император предпринимает попытки добиться примирения. В это время умирает папа Лев IX, что может означать прекращение полномочий его легатов. Однако Гумберт совершает решающий шаг, 16 июля 1054 года возлагая на престол храма Святой Софии буллу с отлучением от церкви (анафематствованием) Михаила Кируллария, Льва Охридского и их сторонников. Потрясённый император уступает инициативу патриарху Михаилу, который на соборе анафематствует всех участников римского посольства. Особая позиция имелась у патриарха Антиохийского Петра III, который считал, что богослужебные и канонические различия не должны становиться причиной церковного разделения, но признал, что различие в догматике — филиокве — является законной причиной разрыва.
Позднее неоднократно велись переговоры по воссоединению церквей, иногда приводившие к очень непрочному результату — Лионская уния (1274), Флорентийская уния (1439). 7 декабря 1965 года папа Римский Павел VI и патриарх Константинопольский Афинагор I в знак экуменического сближения церквей сняли взаимные анафемы 1054 года.

## IX век
В IX веке произошёл раскол между константинопольской патриархией и папством, который длился с 863 по 867 год. Константинопольскую патриархию в это время возглавлял патриарх Фотий (858—867, 877—886), во главе Римской курии был Николай I (858—867). Считается, что хотя формальным поводом к расколу стал вопрос о законности избрания Фотия на патриарший престол, глубинная причина раскола лежала в желании папы распространить своё влияние на епархии Балканского полуострова, что встретило сопротивление со стороны Византийской империи. Также с течением времени усиливался личный конфликт между двумя иерархами.

## X век
В X веке острота противоречий снизилась, споры сменяли длительные периоды сотрудничества. В наставлении X века содержится формула обращения византийского императора к Папе:
Во имя Отца, и Сына, и Святого Духа, нашего одного-единственного Бога. От [имя] и [имя], императоров римлян, верных Богу, [имя] святейшему Папе Римскому и нашему духовному отцу.
Подобным же образом устанавливались почтительные формы обращения к Константинополю для послов из Рима.

## XI век
В начале XI века началось проникновение западноевропейских завоевателей на территории, находившиеся до того под контролем Восточной Римской империи. Политическое противостояние вскоре привело к противостоянию Западной и Восточной церквей.

### Конфликт в Южной Италии
Конец XI века ознаменовался началом активной экспансии выходцев из Нормандского герцогства в Южную Италию. Вначале нормандцы поступали наёмниками на службу византийцам и лангобардам, но со временем они стали создавать независимые владения. Хотя основная борьба нормандцев велась против мусульман сицилийского эмирата, вскоре завоевания северян привели к столкновениям с Византией.

### Борьба церквей
Борьба за влияние в Италии вскоре привела к конфликту константинопольского патриарха и римского папы. Приходы в Южной Италии исторически относились к юрисдикции Константинополя, однако по мере завоевания земель нормандцами ситуация стала меняться. В 1053 году патриарх Михаил Керуларий узнал, что греческий обряд на нормандских землях вытесняется латинским. В ответ Керуларий закрыл все храмы латинского обряда в Константинополе и поручил архиепископу болгарскому Льву Охридскому составить послание против латинян, в котором порицались бы различные элементы латинского обряда: служение литургии на хлебе из пресного теста; пост в субботу во время Великого поста; отсутствие пения «Аллилуйя» во время Великого поста; употребление в пищу удавленины и другое. Послание было отправлено в Апулию и было адресовано епископу Иоанну Транийскому, а через него — всем епископам франков и «самому почтеннейшему папе». Гумберт Сильва-Кандидский написал сочинение «Диалог», в котором защищал латинские обряды и порицал греческие. В ответ Никита Стифат пишет трактат «Антидиалог», или «Слово об опресноках, субботнем посте и браке иереев» против сочинения Гумберта.

### 1054 год
Разногласия между Папой Римским (западной частью единой Церкви) и Константинопольским патриархом (и четырьмя восточными патриархатами Церкви) по вопросам догматического и канонического, а также литургического и дисциплинарного характера начались задолго до 1054 года, однако именно в 1054 году папа римский Лев IX послал в Константинополь легатов во главе с кардиналом Гумбертом. Непосредственным поводом явилось закрытие в 1053 году латинских церквей в Константинополе по распоряжению патриарха Михаила Керулария, при котором его сакелларий Никифор выбрасывал из дарохранительниц Святые Дары, приготовленные по западному обычаю из пресного хлеба, и топтал их ногами.
В 1054 году папа Лев направил патриарху Керуларию послание, которое в обоснование папских притязаний на полноту власти в Церкви содержало пространные извлечения из поддельного документа, известного как Дарственная Константина, настаивая на его подлинности. Патриарх отверг притязания Папы на верховенство, после чего Лев послал в том же году легатов в Константинополь для улаживания спора. Главной политической задачей папского посольства было стремление получить от византийского императора военную помощь в борьбе с норманнами.
16 июля 1054 года, уже после смерти самого Папы Льва IX, три папских легата вошли в собор Святой Софии и положили на алтарь отлучительную грамоту, предающую анафеме патриарха и двух его помощников. В ответ на это 20 июля патриарх предал анафеме легатов.

### Закрепление раскола
События 1054 года ещё не означали полного разрыва между восточной и западной Церквями, Первый крестовый поход вначале сблизил церкви, но при продвижении к Иерусалиму обострились разногласия. Когда предводитель крестоносцев Боэмунд захватил бывший византийский город Антиохию (1098 год), он изгнал греческого патриарха и заменил его латинским; захватив Иерусалим в 1099 году, крестоносцы также поставили во главе местной Церкви латинского патриарха. Византийский император Алексей, в свою очередь, назначил собственных патриархов обоих городов, но проживали они в Константинополе. Существование параллельных иерархий означало, что восточная и западная церкви фактически пребывали в состоянии раскола. Этот раскол имел важные политические последствия. Когда в 1107 году Боэмунд пошёл походом на Византию в отместку за попытки Алексея отбить Антиохию, он заявил Папе, что это вполне оправданно, так как византийцы — раскольники. Таким образом он создал опасный прецедент для будущей агрессии против Византии со стороны западноевропейцев. Папа Пасхалий II приложил усилия, чтобы преодолеть раскол между православной и католической церквами, но это не удалось, поскольку папа продолжал настаивать на том, чтобы Константинопольский патриарх признал примат Папы над «всеми церквями Божьими по всему миру».

### Первый крестовый поход
Отношения церквей заметно улучшились накануне и во время Первого крестового похода
. Новая политика была связана с борьбой новоизбранного папы Урбана II за влияние на церковь с «антипапой» Климентом III и его покровителем Генрихом IV. Урбан II осознавал, что его позиции на Западе слабы и в качестве альтернативной поддержки стал искать путей примирения с Византией. Вскоре после своего избрания Урбан II отправил в Константинополь делегацию для обсуждения вопросов, спровоцировавших раскол за тридцать лет до этого. Эти меры создали почву для возобновления диалога с Римом и заложили основу для перестройки Византийской империи
в преддверии Первого крестового похода. Высокопоставленному византийскому священнослужителю Феофилакту Гефаисту было поручено подготовить документ, который осторожно преуменьшал важность различий между греческими и латинскими обрядами, чтобы успокоить опасения византийских священнослужителей. Эти различия в большинстве своём — пустяковые, писал Феофилакт. Целью этого осторожного изменения позиции было ликвидировать раскол между Константинополем и Римом и заложить основу для политического и даже военного союза.

## XII век
Другим событием, усилившим раскол, стал погром латинского квартала в Константинополе при императоре Андронике I (1182 год). Доказательств того, что погром латинян был санкционирован сверху, нет, однако репутации Византии на христианском Западе был нанесён серьёзный урон.

## XIII век

### Лионская уния
После поражения Латинской империи и возвращения Константинополя византийский император Михаил VIII решил улучшить отношения с Римом и тем предотвратить угрозу дальнейших крестовых походов. В 1273 году император написал Папе послание, в котором выразил желание приложить все усилия к объединению церквей и преодолению раскола. В июне 1274 года византийские посланники прибыли на Второй Лионский собор. Не вступая в какие-либо прения, прибывшие зачитали в соборе Святого Иоанна письмо от Михаила. В нём император согласился на объединение церквей на условиях Папы: официальное принятие формулы Филиокве и признание власти Римской церкви. Также в нём выражалось согласие с западной позицией по второстепенным вопросам, таким как учение о чистилище и употребление пресного хлеба при причащении. Затем прошла служба, во время которой византийские священники использовали Филиокве, произнося символ веры. Когда делегация вернулась в Константинополь, церемония была проведена повторно в соборе Святой Софии в присутствии императора. Поскольку разногласий Византии с Римом больше не осталось и византийцы могли считаться католиками, Папа сразу же отмежевался от планов завоевания Константинополя и восстановления Латинской империи.
Действия Михаила встретили сопротивление греческих националистов в Византии. Среди протестующих против унии была, среди прочих, сестра Михаила Евлогия, которая заявила: «Пусть лучше будет погублена империя моего брата, чем чистота православной веры», за что была заключена в тюрьму. Афонские монахи единодушно объявили унию впадением в ересь, несмотря на жестокие наказания со стороны императора: одному особенно непокорному монаху отрезали язык.
Историки связывают протесты против унии с развитием греческого национализма в Византии. Религиозная принадлежность связывалась с этнической идентичностью. Тех, кто поддержал политику императора, осуждали не потому, что они стали католиками, а потому, что их воспринимали как предателей своего народа.

### Возврат православия
После смерти Михаила в декабре 1282 года на престол взошёл его сын Андроник II (правил в 1282—1328 годах). Новый император полагал, что после поражения Карла Анжуйского в Сицилии опасность с Запада миновала и, соответственно, исчезла практическая необходимость в унии. Уже через несколько дней после смерти отца Андроник выпустил из тюрем всех заключённых противников унии и низложил патриарха Константинопольского Иоанна XI, которого Михаил назначил, чтобы тот выполнил условия соглашения с Папой. В следующем году были низложены и заменены все епископы, которые поддерживали унию. На улицах Константинополя освобождение заключённых приветствовали ликующие толпы. Православие в Византии было восстановлено.
За отказ от Лионской унии Папа отлучил Андроника II от церкви, однако к концу своего правления Андроник возобновил контакты с папской курией и стал обсуждать возможность преодоления раскола.

## XIV век
В середине XIV века существованию Византии стали угрожать турки-османы. Император Иоанн V решил обратиться за помощью к христианским странам Европы, однако Папа дал понять, что помощь возможна только в случае объединения Церквей. В октябре 1369 года Иоанн отправился в Рим, где принял участие в богослужении в соборе Святого Петра и объявил себя католиком, принимающим папскую власть и признающим филиокве. Чтобы избежать волнений на родине, Иоанн перешёл в католичество лично, не давая никаких обещаний от имени своих подданных. Тем не менее Папа объявил, что византийский император теперь заслуживает поддержки, и призвал католические державы прийти к нему на помощь в борьбе против османов. Однако призыв Папы не имел результата: помощь оказана не была, и вскоре Иоанн стал вассалом османского эмира Мурада I.

## XV век
Несмотря на разрыв Лионской унии, православные (кроме Руси и некоторых районов Ближнего Востока) продолжали придерживаться троеперстия, а римский папа по-прежнему признавался первым по чести среди равных православных патриархов. Положение изменилось только после Ферраро-Флорентийского собора, когда настойчивость Запада в принятии своих догматов вынудила православных признать римского папу еретиком, а западную церковь — еретической, и создать параллельную признавшим собор — униатам — новую православную иерархию. После захвата Константинополя (1453) турецкий султан Мехмед II принял меры к тому, чтобы сохранить раскол между православными и католиками и тем самым лишить византийцев надежды на то, что христиане-католики придут к ним на помощь. Униатский патриарх и его духовенство были изгнаны из Константинополя. На момент завоевания Константинополя место православного патриарха было свободно, и султан лично проследил за тем, чтобы через несколько месяцев его занял человек, известный непримиримым отношением к католикам. Константинопольский патриарх продолжал оставаться главой православной церкви, и его власть признавали в Сербии, Болгарии, дунайских княжествах и на Руси.

Принятие унии Византией 1439 году потрясло Русь, митрополит Исидор, участвовавший в этом, был заточён в Чудовом монастыре. Последующее падение Константинополя только укрепило русских в мнении правильности выбора своего курса — в крушении Византии видели следствие предательства Веры и священной миссии Катехона. Чуть позже напишут[кто?] «Москва — третий Рим, а четвёртому не бывать»:
«Храни и внимай, благочестивый царь, тому, что все христианские царства сошлись в одно твое, что два Рима пали, а третий стоит, четвёртому же не бывать.» (Послание старца Филофея к великому князю Василию. // Памятники литературы Древней Руси: Конец XV — первая половина XVI века. М., 1984. С. 441.)
Начиная с князя Владимира и продолжая с Александром Невским русские оставались верны православной вере и выбранному пути:
«Слышите, посланцы папежстии и прелестницы преокаянные! От Адама и до потопа, и от потопа до разделения языков, и от разделения языков до начала Аврамова, и от Аврамова до приития Израилева сквозь Чёрное море, а от начала царства Соломона до Августа царя, а от начала Августа до Рождества Христова, и до страсти и до воскресения Его, а от воскресения Его и на небеса вшествия и до царствия Великого Константина и до первого собора и до седьмого собора: сие всё сведаем добре, а от вас учения не принимаем»

## Обоснования раскола
Существует альтернативная точка зрения, согласно которой действительной причиной раскола стали притязания Рима на политическое влияние и денежные сборы на территориях, подконтрольных Константинополю. Однако в качестве публичного обоснования конфликта обе стороны называли богословские разногласия.

### Доводы Рима
Отлучительная грамота была вручена 16 июля 1054 года в Константинополе в Софийском храме на святом алтаре во время богослужения легатом папы римского кардиналом Гумбертом. В отлучительной грамоте после преамбулы, посвящённой первенству Римской церкви, и похвалы в адрес «столпов имперской власти и её чтимых и мудрых граждан» и всего Константинополя, названного городом «христианнейшим и православным», выдвигались следующие обвинения в адрес Михаила Керулария «и сообщников его глупости»:

1. Михаила неправо называют патриархом.
2. Подобно симонианам, они продают дар Божий.
3. Подобно валезианам, оскопляют пришельцев, и делают их не только клириками, но и епископами.
4. Подобно арианам, перекрещивают крещёных во имя Святой Троицы, в особенности латинян.
5. Подобно донатистам, утверждают, что во всём мире, за исключением церкви Греческой, погибли и церковь Христова, и истинная Евхаристия, и крещение.
6. Подобно николаитам, позволяют браки служителям алтаря.
7. Подобно севирианам, злословят закон Моисеев.
8. Подобно духоборцам, отсекают в символе веры исхождение Духа Святого и от Сына (филиокве).
9. Подобно манихеям, считают квасное одушевлённым.
10. Подобно назореям, наблюдают телесные очищения иудейские, новорождённых детей не крестят ранее восьми дней по рождении, родительниц не удостаивают причащения, и, если они язычницы, отказывают им в крещении.

Что касается взгляда на роль Римской церкви, то, по мнению католических авторов, свидетельства учения о безусловном первенстве и вселенской юрисдикции Римского епископа как преемника святого Петра существуют с I века (Климент Римский) и далее встречаются повсеместно как на Западе, так и на Востоке (свв. Игнатий Богоносец, Ириней, Киприан Карфагенский, Иоанн Златоуст, Лев Великий, Гормизд, Максим Исповедник, Феодор Студит и др.), поэтому попытки приписать Риму только некое «первенство чести» необоснованны.
До половины V века эта теория носила характер незаконченных, разрозненных мыслей, и лишь папа Лев Великий выразил их систематически и изложил в своих церковных проповедях, произносимых им в день его хиротонии перед собранием итальянских епископов.
Главные пункты этой системы сводятся, во-первых, к тому, что святой апостол Пётр есть princeps всего чина апостолов, превосходящий всех других и по власти, он есть primas всех епископов, ему вверено попечение о всех овцах, на него возложены заботы о всех пастырях Церкви. Во-вторых, все дары и прерогативы апостольства, священства и пастырства даны вполне и прежде всего апостолу Петру и уже через него и не иначе, как через его посредство, подаются Христом и всем другим апостолам и пастырям. В-третьих, primatus апостола Петра есть учреждение не временное, а постоянное. В-четвёртых, общение римских епископов с верховным апостолом весьма близко: каждый новый епископ принимает апостола Петра на кафедре Петровой, а отсюда дарованная апостолу Петру благодатная сила переливается и на его преемников.
Из этого практически для папы Льва вытекает следующее:
- так как вся Церковь основана на твёрдости Петровой, то удаляющиеся от этой твердыни ставят себя вне таинственного тела Христовой Церкви;
- кто посягает на авторитет римского епископа и отказывает в повиновении апостольскому престолу, тот не хочет подчиняться блаженному апостолу Петру;
- кто отвергает власть и первенство апостола Петра, тот ничуть не может уменьшить его достоинства, но надменный духом гордости низвергает самого себя в преисподнюю.

Несмотря на ходатайство папы Льва I о созыве IV Вселенского собора в Италии, что поддерживалось царскими особами западной половины империи, IV Вселенский Собор был созван императором Маркианом на Востоке, в Никее и затем в Халкидоне, а не на Западе. В соборных дискуссиях Отцы Собора относились весьма сдержанно к выступлениям легатов римского папы, детально изложивших и развивавших эту теорию, к оглашённой ими декларации Римского папы.
На Халкидонском соборе теория не была осуждена, так как несмотря на резкую форму в отношении всех восточных епископов выступления легатов по содержанию, например, в отношении патриарха Диоскора Александрийского, отвечали настроению и направлению всего Собора. Но тем не менее собор отказался осудить Диоскора только за то, что Диоскор совершал преступления против дисциплины, не исполняя поручения первого по чести среди патриархов и особенно за то, что Диоскор сам дерзнул провести отлучение папы Льва.
В папской декларации нигде не было указано о преступлениях Диоскора против веры. Заканчивается декларация также примечательно, в духе папистской теории: «Посему светлейший и блаженнейший архиепископ великого и старейшего Рима Лев, через нас и через настоящий святейший собор, вместе с преблаженнейшим и всехвальным апостолом Петром, который есть камень и утверждение кафолической Церкви и основание православной веры, лишает его епископства и отчуждает от всякого священного сана».
Декларация была Отцами Собора тактично, но отвергнута, и Диоскор был лишён патриаршества и сана за преследование семьи Кирилла Александрийского, хотя вспоминали ему и поддержку еретика Евтихия, неуважение к епископам, Разбойничий собор и т. д., но никак не за выступление александрийского папы против папы римского, и ничего из декларации папы Льва Собором, так возносившим томос папы Льва, одобрено не было. Принятое на Халкидонском соборе 28 правило о предоставлении чести как второму после римского папы архиепископу Нового Рима как епископу царствующего града второго после Рима вызвало бурю негодования. Святитель Лев папа Римский не признал действительности этого канона, прервал общение с архиепископом Анатолием Константинопольским и угрожал ему отлучением.

### Доводы Константинополя
После того, как легат Римского папы кардинал Гумберт положил на алтарь храма святой Софии писание с анафемой константинопольскому патриарху, патриарх Михаил собрал синод, на котором была выдвинута ответная анафема:
С анафемой затем самому нечестивому писанию, а также тем, кто его предъявил, писал и каким-либо одобрением или волей участвовал в его творении.
Ответные обвинения против латинян были следующие на соборе:
1. Брадобритие у латинян: «И не желают они обратить внимание на Писание, которое говорит: „да не бреете брад ваших“ (Лев. 19, 27), как и совсем не хотят признать, что (лишь) жёнам благопристойно этот (вид) при творении устроил Бог, мужам же судил быть несообразным (сему виду)»;
2. Обязательное безбрачие всего духовенства у латинян и нежелание их причащаться у женатых священников; при этом нарушались 4 правило Гангрского собора[26] и 13 правило 6 Вселенского собора[27]: «И не желают они обратить внимание на … четвёртый канон Гангрского собора о тех, кто гнушается браком и открыто [его] презирает, устанавливает: „Если кто рассуждает о женатом пресвитере, что, когда таковый совершил литургию, нельзя причащаться приношения, анафема да будет“. И об отвергающих и презирающих это также Шестого собора [13-е правило]».
3. Филиокве: «совершенно не желая размыслить, они заявляют, что Дух исходит не от Отца [только], но и от Сына — как будто бы у них нет свидетельств евангелистов об этом, и будто бы они не имеют догмата вселенского собора относительно этого злословия».

В разных архиерейских посланиях и соборных постановлениях православные также ставили в вину католикам:
1. Служение литургии на опресноках.
2. Пост в субботу.
3. Допущение женитьбы мужчины на сестре его умершей жены.
4. Ношение католическими епископами перстней на пальцах рук.
5. Хождение католических епископов и священников на войну и осквернение своих рук кровью убитых.
6. Наличие у католических епископов жён и наличие наложниц у католических священников.
7. Ядение в субботы и в воскресения Великим постом яиц, сыра и молока и несоблюдение Великого поста.
8. Ядение удавленины, мертвячины, мяса с кровью.
9. Ядение католическими монахами свиного сала.
10. Совершения Крещения в одно, а не в три погружения.
11. Изображение Креста Господня и изображение святых на мраморных плитах в церквах и хождение католиками по ним ногами.

Реакция патриарха на вызывающий поступок кардиналов была достаточно осторожной и в целом миролюбивой. Достаточно сказать, что с целью успокоения волнений было официально заявлено, что греческие переводчики извратили смысл латинской грамоты. Далее, на последовавшем Соборе 20 июля за недостойное поведение в храме были отлучены от Церкви все три члена папской делегации, однако Римская Церковь в решении собора специально не упоминалась. Было сделано всё, чтобы свести конфликт к самодеятельности нескольких римских представителей, что, собственно, и имело место. Патриарх отлучил от Церкви лишь легатов и только за дисциплинарные нарушения, а не за вероучительные вопросы. На Западную церковь или на римского епископа эти анафемы никак не распространялись.
Даже когда один из отлучённых легатов стал папой (Стефан IX), этот раскол не считался окончательным и особо важным, а папа направил посольство в Константинополь извиниться за резкость Гумберта. Событие это стало оцениваться как нечто чрезвычайно важное лишь через пару десятков лет на Западе, когда к власти пришёл папа Григорий VII, который в своё время был протеже умершего уже кардинала Гумберта. Его усилиями эта история и получила необычайное значение. Потом, уже в новое время, она рикошетом из западной историографии вернулась на Восток и стала считаться датой разделения Церквей.

## Восприятие раскола на Руси
Покинув Константинополь, папские легаты отправились в Рим окружным путём, чтобы оповестить об отлучении Михаила Керулария его противника Илариона, которого Константинопольская церковь не хотела признавать митрополитом, и получить военную помощь Руси в борьбе папского престола с норманнами. Они посетили Киев, где с подобающими почестями были приняты великим князем Изяславом Ярославичем и духовенством, которому должно было понравиться отделение Рима от Константинополя. Возможно, странное на первый взгляд поведение легатов римского папы, сопроводивших анафемой византийской церкви свою просьбу о военной помощи Византии Риму, должно было расположить в их пользу русских князя и митрополита с получением от Руси значительно большей помощи, чем можно было ожидать от Византии.
Поскольку Киевская Русь приняла крещение чуть больше чем за полвека до раскола, Русская церковь ещё не имела патриаршества, а поэтому правители Руси и не могли бы стать императорами. Более того, кроме краткого периода правления Илариона, не имела она ни автокефалии (да и при Иларионе она Константинополем не признавалась), ни собственных митрополитов из славян. Во главе Киевской митрополии были греческие иерархи, которые полностью подчинялись Константинопольскому патриарху. Именно они обычно были идеологами в Русской митрополии. Киевские митрополиты греческого происхождения начали антикатолическую полемику ещё до 1054 года, до раскола. Известно обличительное послание, бывшее до разделения, митрополита Киевского Льва, в котором он обличал «филиокве», опресноки и прочие латинские обычаи, однако «кротко», без резких выражений или укоризны. После низложения сторонника единства с признававшим церковнославянский язык языком Церкви наряду с латынью, греческим и древнееврейским Римом славянина Илариона антилатинская проповедь усилилась среди высшего греческого духовенства. Новоиспечённое русское низшее православное духовенство следовало за своими учителями и иерархами-греками. Но русские правители поддерживали дипломатические отношения с Римом, принимая те или иные решения в зависимости от политической необходимости, а в русских городах существовали латинские храмы, к которым проявлялась веротерпимость.
Двадцать лет спустя «разделения Церквей» имел место знаменательный случай обращения встречавшегося с папскими легатами в 1054 году великого князя Киевского (Изяслава-Димитрия Ярославича) к авторитету покровителя кардинала Гумберта папы Григория VII. В своей распре с младшими братьями за Киевский престол Изяслав, законный князь, вынужден был бежать за границу (в Польшу и потом в Германию), откуда и взывал в защиту своих прав к обоим главам средневековой «христианской республики» — к императору (Генриху IV) и к папе. Княжеское посольство в Рим возглавил его сын Ярополк-Пётр, имевший поручение «отдать всю русскую землю под покровительство св. Петра». Папа действительно вмешался в ситуацию на Руси. В конце концов Изяслав вернулся в Киев (1077) без помощи Римского папы, поэтому обещания остались без исполнения. Ярополк канонизирован Русской православной церковью.
Около 1089 года в Киев к митрополиту Иоанну прибыло посольство антипапы Гиберта (Климента III), по-видимому, желавшего укрепить свои позиции за счёт его признания на Руси. Иоанн, будучи по происхождению греком, ответил посланием, хотя и составленным в самых почтительных выражениях, но всё же направленным против «заблуждений» латинян (это первое по времени неапокрифическое писание «против латинян», составленное на Руси, хотя и не русским автором). Согласно русским летописям, послы от папы приходили в 1169 году.
В Киеве имелись латинские монастыри (в том числе доминиканский — с 1228 года), на землях, подвластных русским князьям, с их разрешения действовали латинские миссионеры (так, в 1181 году князья Полоцкие разрешили монахам-августинцам из Бремена крестить подвластных им латышей и ливов на Западной Двине). В высшем сословии заключались (к неудовольствию греческих митрополитов) многочисленные смешанные браки (только с польскими князьями — более двадцати), и ни в одном из этих случаев не зарегистрировано ничего похожего на «переход» из одного вероисповедания в другое. Западное влияние заметно в некоторых сферах церковной жизни, например, до монгольского нашествия на Руси были орга́ны (которые затем исчезли); колокола на Русь завозились в основном с Запада, где имели большее распространение, чем у греков.

## Снятие взаимных анафем
В 1964 году в Иерусалиме состоялась встреча между константинопольским патриархом Афинагором и папой римским Павлом VI, в результате которой в декабре 1965 года были сняты взаимные анафемы и подписана совместная декларация. Однако «жест справедливости и взаимного прощения» (Совместная декларация, 5) не имел никакого практического или канонического значения: сама декларация гласила: «Папа Павел VI и патриарх Афинагор I со своим Синодом сознают, что этот жест справедливости и взаимного прощения недостаточен для того, чтобы положить конец разногласиям, как древним, так и недавним, всё ещё остающимся между Римско-католической церковью и Церковью Православной». С точки зрения Православной церкви остаются неприемлемыми остающиеся в силе анафемы I Ватиканского Собора на отрицающих догмат о главенстве Римского Папы и непогрешимости его суждений по вопросам веры и нравственности, произнесённых ex cathedra, а также ряд других постановлений догматического характера.
Филиокве на Востоке признаётся еретическим:
Новоявившееся учение, будто „Дух Святый исходит от Отца и Сына“, измышлено вопреки ясному и нарочитому о сём предмете изречению Господа нашего: «иже от Отца исходит» (Иоанна. 15:26), и вопреки исповеданию всей Соборной Церкви, засвидетельствованному седьмью вселенскими Соборами в словах иже от Отца исходящаго <…> (Символ веры). Посему единая, святая, соборная и Апостольская Церковь, следуя святым Отцам восточным и западным, как древле при Отцах наших возвещала, так и ныне вновь возвещает соборно, что сие нововведённое мнение, будто Дух Святый исходит от Отца и Сына, есть сущая ересь, и последователи его, кто бы они ни были, еретики, по упомянутому соборному определению святейшего папы Дамаса; составляющиеся из них общества, суть общества еретические, и всякое духовное богослужебное общение с ними православных чад соборной Церкви — беззаконно, по силе особенно седьмого правила третьего вселенского Собора.Окружное послание Единой Святой Соборной и Апостольской Церкви ко всем Православным христианам (1848 г.)